# Kontra: Operacja Świt
Kontra: Operacja Świt (ang. Strike Back, 2010-2020) – brytyjski serial akcji wyprodukowany przez Left Bank Pictures.
Światowa premiera serialu miała miejsce 5 maja 2010 roku na antenie Sky1. Ostatni odcinek serialu został wyemitowany 29 lipca 2015 roku. W Polsce premiera serialu odbyła się 7 stycznia 2012 roku na kanale HBO.
Kolejne trzy sezony serialu ukazały się w 2017, 2019 oraz 2020 roku.

## Opis fabuły
Serial akcji opowiadający o przygodach Johna Portera (Richard Armitage), brytyjskiego komandosa. Po nieudanej akcji w Iraku, John, zostaje zwolniony z wojska. Niedługo jednak okazuje się, że jest on niezbędną osobą do wykonania kolejnej misji. Dzięki temu dostaje szanse na odkupienie swoich win. Wraca do Iraku, tym razem już nie jako żołnierz, ale agent rządowej służby wywiadowczej - MI6. 

## Obsada
- Richard Armitage jako John Porter
- Philip Winchester jako sierżant Michael Stonebridge
- Sullivan Stapleton jako sierżant Damien Scott
- Amanda Mealing jako pułkownik Eleanor Grant
- Eva Birthistle jako kapitan Kate Marshall
- Rhashan Stone jako major Oliver Sinclair
- Michelle Lukes jako sierżant Julia Richmond
- Jimi Mistry jako Latif

## Produkcja
Zdjęcia do sezonu ósmego nakręcono niemal w całości na terenie Chorwacji (Zagrzeb, Trogir, Rijeka, twierdza Knin).